# II Giochi panamericani
I II Giochi panamericani si svolsero a Città del Messico, Messico, dal 12 marzo al 26 marzo 1955.

## I Giochi

### Sport
- Atletica leggera
- Calcio
- Nuoto
- Pallacanestro
- Pallanuoto
- Pallavolo
- Scherma
- Tuffi

## Medagliere
| #      | Nazione           | Oro | Argento | Bronzo | Totale |
| ------ | ----------------- | --- | ------- | ------ | ------ |
| 1      | Stati Uniti       | 81  | 58      | 38     | 177    |
| 2      | Argentina         | 27  | 31      | 15     | 73     |
| 3      | Messico           | 17  | 11      | 30     | 58     |
| 4      | Cile              | 4   | 7       | 13     | 24     |
| 5      | Canada            | 4   | 4       | 3      | 11     |
| 6      | Venezuela         | 2   | 5       | 11     | 18     |
| 7      | Brasile           | 2   | 3       | 12     | 17     |
| 8      | Colombia          | 2   | 3       | 1      | 6      |
| 9      | Cuba              | 1   | 6       | 6      | 13     |
| 10     | Panama            | 1   | 1       | 0      | 2      |
| 11     | Guatemala         | 1   | 0       | 1      | 2      |
| 11     | Rep. Dominicana   | 1   | 0       | 1      | 2      |
| 13     | Uruguay           | 0   | 6       | 3      | 9      |
| 14     | Porto Rico        | 0   | 2       | 2      | 4      |
| 15     | Giamaica          | 0   | 2       | 1      | 3      |
| 16     | Antille Olandesi  | 0   | 1       | 3      | 4      |
| 17     | Trinidad e Tobago | 0   | 1       | 1      | 2      |
| Totale | Totale            | 143 | 141     | 141    | 426    |